# ایران‌شهر (مفهوم)

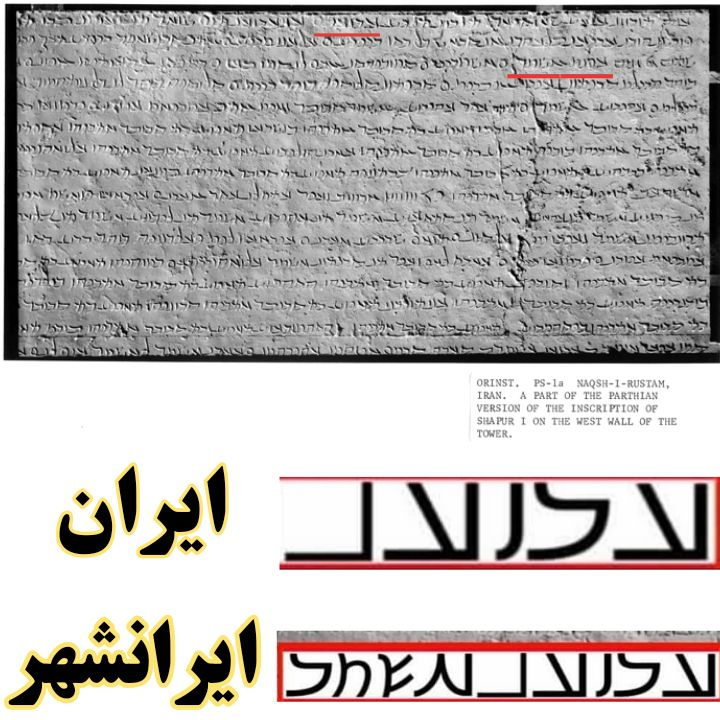
سنگ‌نوشته شاپور یکم بر کعبه زرتشت که هر دو واژه ایران (Ērān) و ایرانشهر (Ērānšahr) در آن ذکر شده است.

ایران‌شهر (به پهلوی کتیبه‌ای: 𐭠𐭩𐭫𐭠𐭭𐭱𐭲𐭥𐭩، لاتین‌نویسی: Ērānšahr) برآمده از واژهٔ پارسیگ ایران (به پهلوی کتیبه‌ای: 𐭠𐭩𐭫𐭠𐭭، لاتین‌نویسی: Ērān) نام رسمی سرزمین ایران در روزگار شاهنشاهی ساسانی بود. مفهوم ایرانشهر در دوران ساسانیان به واحدی جغرافیایی-فرهنگی تبدیل شد.

## تعریف
در مفهوم، در دوران شاهنشاهی ساسانی، این واژه معنای فراقومی در سرزمین ایرانیان را به خود گرفته‌است. مفهوم ایرانشهر در دوران ساسانیان به واحدی جغرافیایی-فرهنگی تبدیل شد؛ بر اساس نوشتارها و سنگ‌نوشته‌های باقی‌مانده، در این سرزمین، با مرزهای مشخص، افراد مختلف از ادیان مختلف، فراتر از باورهای مذهبی و قومی، خود را شهروند «ایرانشهر» دانسته‌اند. از این‌رو، از نظر برخی پژوهشگران، مفهوم ایران‌شهر به صورت تاریخی، مردمان گوناگونی را در خود جای داده است. همچنین این مفهوم را همان مفهوم «ایرانیَت» یا مجموعه‌ای از ارزش‌های فرهنگی ایرانی، همچون نوروز می‌دانند که در یک سنتِ طولانیِ تاریخی و مذهبی توانسته در دوره‌های گوناگون، توسط مردمان بسیاری در این واحد جغرافیایی، تداوم پیدا کند.
آنچه از بررسی مدارک تاریخی و باستانشناسی ایران به دست می‌آید، این است که عنوان پادشاهان ساسانی و نام کشور و قلمرو فرمانروایی ایشان با القاب و نام‌های پیش از ایشان تفاوت دارد. واژه ایران، آریان و آریانوس در کتیبه‌های ساسانی و القاب و نام‌های اشخاصی مانند ایراندخت، ایران‌گشسب، ایران خرد و نام سمتهای اداری مانند ایران سپهبَد، برای اولین بار در زمان ساسانیان دیده می‌شود. کاربرد گسترده نام ایران در القاب مختلف اداری حکومت جدید و تشکیلات آن از همان ابتدای بنیان‌گذاری سلسله ساسانی پدیده‌ای ویژه است. در کتیبه‌های شاهان ساسانی پس از عنوان، ایران و انیران (یعنی ایران و غیرایران) دیده می‌شود. این واژه‌ها در برابر واژه‌های آریایی و غیرآریایی است، که در متون هخامنشی به چشم می‌خورد.
واژه فارسی ایران به فارسی میانه «Ērān»، از فارسی باستان «-ariya» که برابر واژه اوستایی «-airiia» است بازمی‌گردد. این واژه را همهٔ اقوام «آریایی» در ایران و هند باستان برای نامیدن خود به کار می‌بردند. صورت اصلی آن را نمی‌توان به درستی بازشناخت، اما با توجه به صفت اوستایی «-airiiana» (آریایی)، می‌توان آن را برگرفته از صورت اضافی جمع این واژهٔ ایرانی (-aryānām) دانست که به سرزمین یا کشور گفته شده‌است؛ مانند «aryānām dahyuš» که تقریباً به معنی سرزمین آریاها است یا «aryānām xsavram» به معنای شهریاری آریاها. اینکه مفهوم «Īrān» و سپس «Ērān» در آغاز هیچ بار معنایی سیاسی نداشته‌است، آشکارا از عنوان پادشاهی به فارسی میانه «šāhān šāh Ērān ud Anērān» (شاهنشاه ایران و انیران) (بسنجید با اوستایی «-an-airiia» و هندوآریایی باستان «-an-árya» به معنای غیر ایرانی) بر می‌آید؛ به همین ترتیب اصطلاحاتی چون «Ariya čiça» (نژاد آریایی) در فارسی باستان و عبارت ایلامی کتیبهٔ داریوش بزرگ در بیستون (بندهای ۶۲ و ۶۳) به شرح: «d.na-ap v.Har-ri-ya-na-um» (به فارسی باستان: Ariyānām، به معنای خدای آریاها در اشاره به اهورامزدا)، نشان دهندهٔ بار نژادی این اصطلاح در دوران باستان است.

## پیشینه ایران

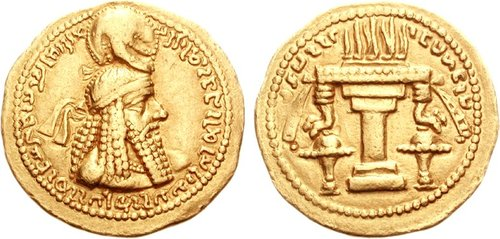
نام ایران (پهلوی کتیبه‌ای: 𐭠𐭩𐭫𐭠𐭭) روی دناری از اردشیر بابکان، بنیان‌گذار شاهنشاهی ساسانی. متن کامل کتیبه پهلوی روی سکه: «مزداپرست، خدایگان اردشیر، شاهنشاه ایران که چهره (تبار) از یزدان می‌دارد.»

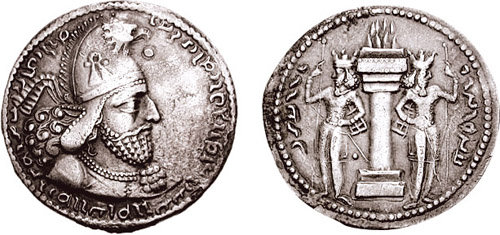
نام‌های ایران (𐭠𐭩𐭫𐭠𐭭) و انیران (𐭠𐭭𐭩𐭥𐭠𐭭) روی درمی از شاپور یکم، فرزند اردشیر و دومین شاهنشاه ساسانی. متن کامل کتیبه: «مزداپرست، خدایگان شاپور، شاهنشاه ایران و انیران که چهره از یزدان می‌دارد.»

نخستین هندواروپایی‌هایی که به فلات ایران آمدند، کسانی بودند که به زبان‌های ایرانی باستان (اوستایی، مادی، پارسی، سکایی، پارتی، سُغدی و زبان‌های گروه‌های کوچک دیگر) سخن می‌گفتند. نخست به آسیای مرکزی رفته و سپس به خود فلات آمدند. سه گروه از آنها، یعنی ماد و پارت و پارس، در دوران باستان، حکومت شاهنشاهی برپا کردند.
مادها، نخستین گروهی بودند که توانستند قدرت خود را در فلات ایران تثبیت و با شکست‌دادن آشوریان، میان‌رودان شمالی و بخش‌هایی از آناتولی را در قرن هفتم پ. م فتح کنند. این آغاز فرایندی بود که خشکی‌های بین دریای مدیترانه و خلیج فارس را یکپارچه کرد، به گونه‌ای که دادوستد از شبه‌قاره هند به حوزه دریای مدیترانه تسری یافت. شاهنشاهی پارسی هخامنشی در ۵۵۰ پ. م، تحت فرمانروایی کوروش، توانست پادشاهی ماد و تمام میان‌رودان را به شاهنشاهی خود بیفزاید. در زمان پادشاهی داریوش بزرگ، سومین شاه هخامنشی، سه تمدن بزرگ رودخانه‌ای دوران باستان، یعنی حوزه رود نیل، میان‌رودان و جلگه سند، تحت یک قدرت سیاسی واحد به هم پیوستند. برای نخستین بار در تاریخ، شاهنشاهی‌ای شکل گرفت که از سند تا نیل گسترانیده بود و شبکه‌ای از راه‌ها، سامانهٔ پولی متمرکز و تشکیلات ایالتی داشت که با نظام اداری فعال و گسترده اداره می‌شد.
با برآمدن اسکندر مقدونی، ایران اهمیت و پایداری‌اش را حفظ کرد. پیر بریان، حکومت اسکندر را استمرار و اوج فرمانروایی پارسی هخامنشی می‌داند. با مرگ اسکندر، سلوکیان، سومین سلسله ایران باستان، به قدرت رسیدند. به شاهنشاهی سلوکیان در قرن سوم پیش از میلاد، از دو منظر می‌توان نگریست. یکی امپریالیست پنداشتن سلوکیان بر اساس این تحلیل که مانند جانشینان اروپایی هجده قرن بعد خود آمدند و حکومت استثماری‌شان را در آسیا، مستقر کردند و دیگر این نگاه که سلوکیان گرچه اصل و نسب یونانی داشتند، نیرویی بودند که تمدن یونانی-ایرانی را پایه گذاشتند و سیر تاریخ ایران را ادامه دادند. همان‌طور که در مورد هخامنشیان گفته شد، باید به یاد داشت که نحوه تفکر، آرمان‌ها، تشکیلات و هدف‌های هر شاهنشاهی و «نه زبان آن» معرف آن شاهنشاهی است. به این معنا، به آسانی می‌توان از این نظریه دفاع کرد که سلوکیان، سومین سلسله ایران باستان بودند. با ضعیف شدن حکومت سلوکیان بر ایران، سلسله چهارم یعنی اشکانیان به قدرت رسید. این بار از حاشیه‌های شمال‌شرقی، مردمی ایرانی توانستند نظام نسبتاً متمرکزی برپا کنند که تقریباً پنج قرن (۲۴۷ پ.م. تا ۲۲۴ م) دوام یافت. اشکانیان سنت یونانی-ایرانی را در هم آمیختند و اجازه دادند مردمان گوناگون، یونانی یا ایرانی با گرایش‌های مذهبی متفاوت، کنار یکدیگر زندگی کنند.
دین جهان ایرانی، زرتشتی بود که خود را به شکل‌های گوناگون به منصه ظهور گذاشت، اما ادیان پویای دیگری نیز بودند که ایرانیان جذب آن‌ها شدند. از دوره هخامنشیان، یهودیان، چه در هگمتانه، چه بابل و چه اورشلیم، در ایران زندگی و با حکومت پارسی همکاری کرده بودند. در دوره اشکانیان، افسران یهودی-پارسی در سپاه ایران خدمت می‌کردند و در تبلیغات متداول، شاهان ایرانی را ناجی خود و رومیان را دشمن ستمگر قلمداد می‌کردند. مسیحیان نیز از قرن اول میلادی، به سبب آزار و اذیت رومیان، به ایران پناه آوردند. اما در قرن سوم و چهارم میلادی، به سبب رسمیت یافتن دین مسیحیت در امپراتوری روم، شاهان ساسانی به وفاداری مسیحیان شک کردند، ولی در قرن پنجم، شاهان ساسانی، مسیحیت ایرانی را به رسمیت شناختند. بودایی‌گری و تا حد بسیار کمتری مذهب هندو، در حاشیه‌های شرقی جهان ایرانی جای‌پایی یافت. بوداهای بامیان گواه حضور جامعه پویای بودایی در شرق ایران است. باید مندایی‌ها را که در میان‌رودان می‌زیستند و تا امروز در آنجا زندگی می‌کردند و نیز مانویان را هم یاد کنیم که یکی از شاهان ساسانی در قرن سوم، عقاید دینی‌شان را تا حدود زیادی پذیرفت.
پنجمین سلسله ایران باستان، شاهنشاهی ساسانی است. ساسانیان در شکل‌گیری ایده ایران در حکم یک ملت و سیستم اعتقادی آن و ارزش‌های معنوی، زبان و ادبیات جهانی ایرانی نقش مؤثری داشتند. ساسانیان بودند که مفهوم مرزی سرزمینی را پدیدآوردند که ایرانشهر یا «قلمرو ایرانیان» نامیده می‌شد و حتی پس از سقوط حکومت ساسانی، این تفکر به شکل غیردینی پابرجا ماند.
سلسله سامانی، غزنوی، مغولی، صفوی، قاجار و پهلوی، اغلب از همین اندیشه که تا زمان کنونی برجای مانده‌است، یاری جسته‌اند. این دید تاریخی-سنتی ایرانیان در حماسه بزرگ پارسی، شاهنامه، نیز مطرح شده‌است. شاهنامه در اصل، به شکل رویدادنامه شاهی، خدای‌نامه، در دوره ساسانیان سروده شد. اگر موبدان زرتشتی دوره ساسانی، اوستا و بیست و یک نسک یا فصل (نیایش مقدس سنت زرتشتی) را به نوشته درنمی‌آوردند، آیین زرتشتی به شکلی که امروز می‌شناسیم، برجای نمی‌ماند. ساسانیان بودند که قدرتمندانه، سنتی ایرانی را همراه با جامعه‌ای مبتنی بر مذاهب طایفه‌ای، در مکانی به نام ایرانشهر یا ایران، بنیان نهادند. هنگامی که ساسانیان از مسلمانان عرب شکست خوردند، این سنت چنان نیرومند بود که بدون اینکه رنگ ببازد، اسلام و فرهنگ ایرانی را نیز تحت تأثیر قرار داد. از اواخر دوره قاجار و در اوایل دوره پهلوی، این تفکر که سقوط شاهنشاهی ساسانی در برابر مسلمانان به منزله پایان شکوه و عظمت ایران و در واقع آغاز افول ایران بود، بسیار معمول شد. اما فرهنگ ایرانی نمُرد و با اسلام همان کرد که با یونانی‌مآبی کرده بود. تحت نفوذ اسلام، ایران توانست در جنبه‌های فرهنگی، هنری، فکری و ادبی جهان اسلامی نیرویی پیش‌برنده باشد. این به‌راستی، قابلیت تمدن ایرانی است که موفق شده فاتحان بیگانه و فرهنگ‌های متجاوز را در سنت خود جذب و به این شکل، سنتی جهانی بیفزاید.

## ریشه دینی و ایدئولوژیک
واژهٔ «ایران» برای اولین بار در القاب اردشیر یکم، بنیانگذار سلسلهٔ ساسانی، دیده می‌شود. بر روی نقش برجستهٔ تاجگذاری او در نقش رستم در فارس، و متعاقباً بر روی سکه‌هایش، او با عنوان ʾrtḥštr MLKʾn MLKʾ ʾyrʾn/اردشیر شاهان شاه ایران، در فارسی میانه، MLKYN MLKʾ ʾryʾn/شاهان شاه آریان، در پارتی، خوانده می‌شود. پسرش شاپور یکم، در حالی که از همین شیوه برای پدرش استفاده می‌کرد، خود را با عنوان MLKʾn MLKʾ ʾyrʾn W ʾnyrʾn/شاهان شاه ایران و انیران/، پارتی MLKYN MLKʾ ʾryʾn W ʾn(y)ʾryʾn/شاهان شاه آریان و اناریان/ معرفی می‌کرد. همین شکل توسط شاهان بعدی، از نرسه تا شاپور سوم، استفاده می‌شد. کتیبهٔ سه‌زبانهٔ بزرگ شاپور یکم در کعبهٔ زرتشت در فارس، که در اینجا فقط در نسخه‌های پارتی و یونانی حفظ شده، اما با اطمینان در فارسی نیز قابل بازسازی است، برای اولین بار حاوی واژهٔ فارسی ایرانشهر (پارتی آریانشهر) است. شاه در فارسی اعلام می‌کند [*ʾNH . . . ylʾnštry ḥwtʾy ḤWHm]/من . . . ایرانشهر خدای هستم/، پارتی ʾNH . . .ʾryʾnḥštr ḥwtwy ḤWYm/از . . . آریانشهر خدای اهیم/، یونانی egō . . .tou Arianōn ethnous despotēs eimi «من خداوند پادشاهی (ملت یونانی) آریایی‌ها هستم» (ŠKZ، فارسی میانه [۱]، پارتی ۱.، یونانی ۱.۲). این عبارت، پس از عنوان او «شاه شاهان آریایی‌ها»، این احتمال را بسیار زیاد می‌کند که ایرانشهر به درستی به امپراتوری اشاره داشت، در حالی که ایران همچنان، مطابق با ریشه‌شناسی آن (< ایرانی باستان *aryānām)، به عنوان جمع (مورب) اسم خاص ēr (پارتی ary < ایرانی باستان arya-) «آریایی»، یعنی «از ایرانیان» فهمیده می‌شد. شکل مفرد توسط شاپور در اشاره به پسرش ʾyly mzdysn nrsḥy MLKʾ ḥndy skstn. . ./ایر مزدیسن نرسه، شاه هند، سیستان. . ./، پارتی ʾry mzdyzn nrysḥw/اری مزدیسن نرسه. . ./ «آریایی، مزداپرست نرسه، شاه هند، سیستان» و غیره استفاده می‌شود. از دیگر حاکمان ساسانی، فقط بهرام دوم آن را بر روی برخی از سکه‌های خود، به افسانهٔ استاندارد مورد استفاده از اردشیر یکم به بعد اضافه کرده است: (ʾyry) mzdysn bgy (wrḥrʾn) MRKʾn MRKʾ ʾyrʾn (W ʾnyrʾn) «خدای (آریایی) مزداپرست (بهرام)، شاه شاهان آریایی‌ها (و غیری آریایی‌ها)».
ترکیب *aryānām xšaθra- در کتیبه‌های فارسی باستان هخامنشیان به هیچ وجه یافت نمی‌شود. در یشت‌های بعدی فقط از airiiå و anairiiå daiŋhāuuō «سرزمین‌های آریایی» و «غیری آریایی» (نامشخص) یاد شده است. بنابراین اصطلاح ایرانشهر ظاهراً ابداع ساسانیان بود.

### ایران‌ویج
بر اساس اوستا (فردگرد یکم وندیداد)، ایرانیان باستان خاستگاه خود را اَیریَنِم وَیجَ یا ایران‌ویج (اوستایی: اَریَنَ وَئیجَه (airyana waējah), پارسی میانه: ایران‌ویج (ērānwēz), سغدی مانوی: آریانا وَئیجه (airyana waējah), پارتی: آریان‌ویجن(ʾryʾnwyjn)) می‌نامیدند، که به معنی «گسترهٔ آریابیان» یا «سرزمین رودهای آریایی، چشمه‌های آریایی» است. این واژه بعدها در متون پهلوی تبدیل به ایران‌ویج (ērānwēz) شد. (ēr) به معنی «آزاده، شریف و اصیل» است. بنابر اوستا، نخستین مسکن اقوام آریایی است. دربارهٔ محل ایرانویج اختلاف نظر وجود دارد. برخی آن را سرزمینی صرفاً اساطیری دانسته‌اند. برخی نیز پیشنهادهایی برای جایگاه جغرافیایی آن ارائه کرده‌اند. محل‌های پیشنهادی از خوارزم بر ساحل دریاچه خوارزم (آرال) در شمال ازبکستان تا آذربایجان، یا تا جنوب یا شمال غرب افغانستان گسترده‌است. اخیراً ویلم فوگل‌سانگ محل ایرانویج را شمال سرزمین باستانی سُغد، در شمال رود سیحون دانسته، اما بر پایه پژوهش ویتسِل، جایگاه ایرانویج ارتفاعات مرکزی افغانستان بوده‌است.
در فرگرد یکم وندیداد، بند ۳ و۴ آمده‌است:
بهترین ناحیه‌ای که اورمزد آفرید ایرانویج است. اما پتیاره آن زمستان دیوآفریده ده‌ماهه و انواع مار پردار و بی‌پر است. خوشی این ناحیه به حدی است که اورمزد می‌گوید اگر سرزمین‌های دیگر را نمی‌آفرید، مردم به ایرانویج می‌رفتند و جایی برای سکونت باقی نماند. در اساطیر ایرانی زمین به هفت پاره یا اقلیم بخش شد. اقلیم میانی خونیرَس (خونیرث (خونیرس یا خونی‌رثه)) نام دارد که به اندازه آن شش اقلیم دیگر است. ایرانویج در خونیرَس قرار دارد. اورمزد در ایرانویج چیزهای زیادی را آفرید. رودهای وه دائیتی (دایتی)، داراجه، گاو اِیوداد یا یکتاآفریده، گیومرث، کوه‌های ابرز و اوسِندام و راس و پل افسانه‌ای چینوت (پل چینود) در آنجاست. نخستین حیوانات که دو گاو نر و ماده بودند و همه انواع گیاهان در ایرانویج آفریده شدند. ایرانویج امن‌ترین جای خونیرَس است به طوری که وَرِجَمکَرد (ور جمشید) در آنجا ساخته شده‌است. سرور ایرانویج یکی از بی‌مرگان، یعنی ون‌جدبیش، است. زردشت در ایرانویج ظهور کرد. طبق روایات متاخر ایرانویج در آذربایجان است. می‌گویند خورشیده به اندازه ایرانویج است. در اعتقادات ایرانی، ایرانویج آرمانشهر ایرانیان است. در مینوی خرد، مشخصات این آرمانشهر بدین شرح آمده‌است و پیداست که اورمزد ایرانویج را از دیگر جای‌های و روستاها بهتر آفرید و نیکی‌اش این است که زندگی مردم در آنجا سیصد سال است و زندگی گاوان و گوسفندان صدوپنجاه سال و درد و بیماری کم دارند و دروغ نمی‌گویند و شیون و مویه نمی‌کنند و دیو آز به تن آنان کمتر مسلط است و ده مرد از نانی که می‌خورند سیر می‌شوند و به هر چهل سال از زنی و مردی فرزندی زاده شود و قانونشان بهی و دینشان پوریوتکِشی است و چون بمیرند پارسایند و رد (سرور) آنان گوبدشاه (گوپت‌شاه) است و از ایزادن سرور و پادشاه‌شان سروش است.
یکی از مشکلات سخت و قدیمی در مطالعات اوستایی، تبیین Airyana Vaēǰah (پهلوی: Ērānwēz؛ یعنی «سرزمین آریایی‌ها») و اولین ناحیه شانزده‌گانه در فرگرد یکم وندیداد، که مشتق شده از airyanəm vaēǰō vaŋhuyā dāityayā «گسترش آریایی‌ها از Vaŋuhī Dāityā» است؛ آنجا که Vaŋuhī Dāityā (به معنی «Dāityā خوب») که اسم رودخانه است که مرتبط با دین (یا «داد»: (dāta-)) است. ایده Airyana Vaēǰah هم‌معنی با airyō. šayana- در یشت ۱۰٫۱۳، یا گروه airyā daiŋ́hāvā «سرزمین آریایی‌ها» که در یشت‌ها تکرار شده‌است، نیست. در حقیقت، این، فقط، اشاره به سرزمین آریایی‌ها است، همان‌طور که فصل او کتاب وندیداد آشکارا دیده می‌شود. بدین معنی که «سرزمین سنتی» یا «سرزمین باستانی» ایرانیان نیست. Airyana Vaēǰah فقط سرزمین زرتشت (Zaraθuštra) و زرتشتیان است. بنابر عقیده رایج زرتشتیان، ایران‌ویج Ērānwēz مرکز دنیا است. بر روی ساحل رودخانه‌اش Weh Dāitī (اوستایی: Vaŋuhī Dāityā)، اولین «گاو نر یگانه» (پهلوی:gāw ī ēw-dād؛ اوستایی: gav aēvō.dāta) و اولین انسان، گیومرد به معنی «زندگانی فانی» (پهلوی: Gayōmard؛ اوستایی:Gayō.marətan) پدید آمدند. آنجا Čagād ī Dāidīg «نوک دادگری»، نوک کوه (البرز) که در اوستا hukairya «از کردار نیک» برآمد. پل چینود در آنجاست و همچنین در آنجا زرتشت و ییمَه Yima مشهور شدند. با گردآوری همه این داده‌ها، نشان می‌دهد که زرتشتیان ایده Airyana Vaēǰah را به سنت عقیدتی که یکی از مرکز جهان، جایی که نوک کوه (البرز) برآمده است، را افزودند. این حقیقت که Airyana Vaēǰah در منطقه کوهستانی واقع شده، شرایط طاقت‌فرسای آب و هوایی‌اش (وندیداد ۱٫۲٫۳) را شرح می‌دهد که بهتر از آن است که فرض کنیم، با منطقه خوارزم تطابق می‌کند. این تعجب‌آور نیست اگر ما تناسبی بین ایده ایرانی «نوک کوه» (البرز) و ایده هندی کوه مرو (Meru) یا (Sumeru) در نظر بگیریم. مانوی‌ها، Aryān-waižan را با ناحیه بر کوهپایه Sumeru برابر دانسته‌اند؛ جایی که ویشاسپ بر آن حکومت می‌کرد و متون ختنی، برابری کوه Sumeru در افسانه بودایی با «نوک کوه البرز» (یا ttaira haraysä) در عقیده سنتی اوستایی، ثبت کرده‌است. همه این موارد، ما را بدین ایده رهنمود می‌سازد که Airyana Vaēǰah، اختراع زرتشتیان است که ماسک جدیدی به ایده سنتی گیتی‌شناسی هندوایرانی داده‌است. بنا بر هر برآوردی، تطبیق Airyana Vaēǰah با خوارزم، به کلی بی‌اساس و پایه است، چه ناحیه خوارزمی که ما می‌شناسیم، چه «خوارزم بزرگتر». از آنجایی که رودخانه «داد»، در کل به آسانی قابل شناسایی نیست، محتمل‌ترین فرضیه این است که آن را با رودخانه سیحون یا بلکه رودخانه هیرمند، که در آن زمان به نظر می‌رسد که در سنت عقیدتی زرتشتیان، رقابت جالبی با آمودریا داشته‌است، برابر بدانیم.

### هفت کشور
به پندار آریایی‌ها جهان به هفت بخش (پهلوی: kišvar، سنسکریت: dvīpa) تقسیم می‌شد و رشته کوهی دورادور آن را فرا گرفته بود. منطقه مسکونی عالم، یعنی جایگاه آریایی‌ها که در آن نزد ایرانیان اَیرَیَنه وَیجه (ایرانویچ) و نزد هندیان آریا وَرته نام داشت، در سرزمین میانی قرار داشت. آنان معتقد بودند که کوهی بس بلند در میان این سرزمین قرار دارد.
در آغاز آفرینش مادی تیشتر بارانی انگیخت و آب سراسر زمین را گرفت. سپس زمین به هفت قسمت تقسیم شد. بخشی میانی، کشور خونیرَس (xwaēniraøa) در میان است و ایرانویچ (ایرانویژ)، سرزمین ایرانیان، در کشور خونیرَس قرار دارد. از میان این هفت کشور، خونیرَس از همگی بزرگتر و به تنهایی برابر شش کشور دیگر است. در شرق کشور ارزه (arəzahī)، در غرب کشور سوه (sawahī)، در شمال دو کشور وروجرش (wouru.jarštī) و وروبرش (wouru.barštī) و در جنوب دو کشور فرددفش (fradadafšu) و ویددفش (widadafšu) پدید می‌آیند. طبق بندهشن حدود هر یک از این هفت کشور به شرح زیر است: «از آنجا که خورشید به روز مِهِست برآید تا به روز کِه برآید، شرق، کشور اَرزَه است، از آنجا که به روز کِه برآید تا به روز کِه نشود ناحیهٔ نیمروز است، کشور فرَدَدَفش و ویدَدَفش است. از آنجا که به روز کِه در شود تا به روز مِهِست در شود، غرب، کشور سَوَه است. از آنجا که به روز مهست برآید تا به روز مهست درشود، شمال، کشور وروبَرشن و وروجرِشن است. چون خورشید برآید بر کشور ارزه و فرددفش و ویددفش و نیمی از خونیرس تابد. چون به آن سوی تیرگ در شود، بر کشور سوه و وروبرشن و وروجرشن و نیمی دیگر از خونیرَس تابد؛ هنگامی که اینجا روز است، آنجا شب است، زیرا به سبب کوه تیرگ است که شب پیدا شود. از کشور به کشور جز به اجازه ایزدان و ورجاوندی نشاید رفت. چنین گوید که میان ارزه و خونیرَس دریا است.»

## ریشه تاریخی
این باور و این دید ایرانشهری یا منش ایرانشهری یا ایرانی از دوره ساسانی سرچشمه گرفته‌است… ساسانیان اولین سلسله‌ای در ایران هستند که ایده ایرانشهر را به عنوان یک ایده سیاسی و هویت فرهنگی ایرانیان برپا می‌کنند.

تورج دریایی

ساسانیان به دوره کیانیان و پیشدادیان که حکومت‌هایی اسطوره‌ای و مورد توجه در متن مذهبی اوستا بوده‌اند، رجوع می‌کنند. ساسانیان با تأکید بر دوره‌های اسطوره‌ای ذکر شده سعی می‌کنند جامعه نوینی را در ایران بنیان گذارند. بدین‌ترتیب می‌توان گفت که ساسانیان جامعه ایران را دگرگون و متحول کردند و آنچه امروز تحت عنوان ایران می‌شناسیم و درمقابل چشم می‌بینیم، تا حد زیادی مدیون بازسازی دوران ساسانی است. اما باید توجه داشته باشیم که در دوره‌های قبل از ساسانیان نیز رجعت به گذشته وجود داشته‌است. حکومت اشکانیان نیز که عموماً در تحلیل تاریخ نادیده گرفته می‌شوند در اوایل حکومت خود به رغم تأثیرپذیری از فرهنگ هلنیستی و حملهٔ اسکندر، با رجعت به گذشته و نسبت دادن خود به حکومت هخامنشی بر گذشتهٔ پرافتخار خود تأکید داشتند. بعد از ساسانیان هم شاهد هستیم که حکومت‌های بعدی از جمله سلجوقیان و سامانیان و برخی حکام محلی خود را به ساسانیان و حکومت‌های قبل از ساسانیان نسبت می‌دهند.

تورج دریایی

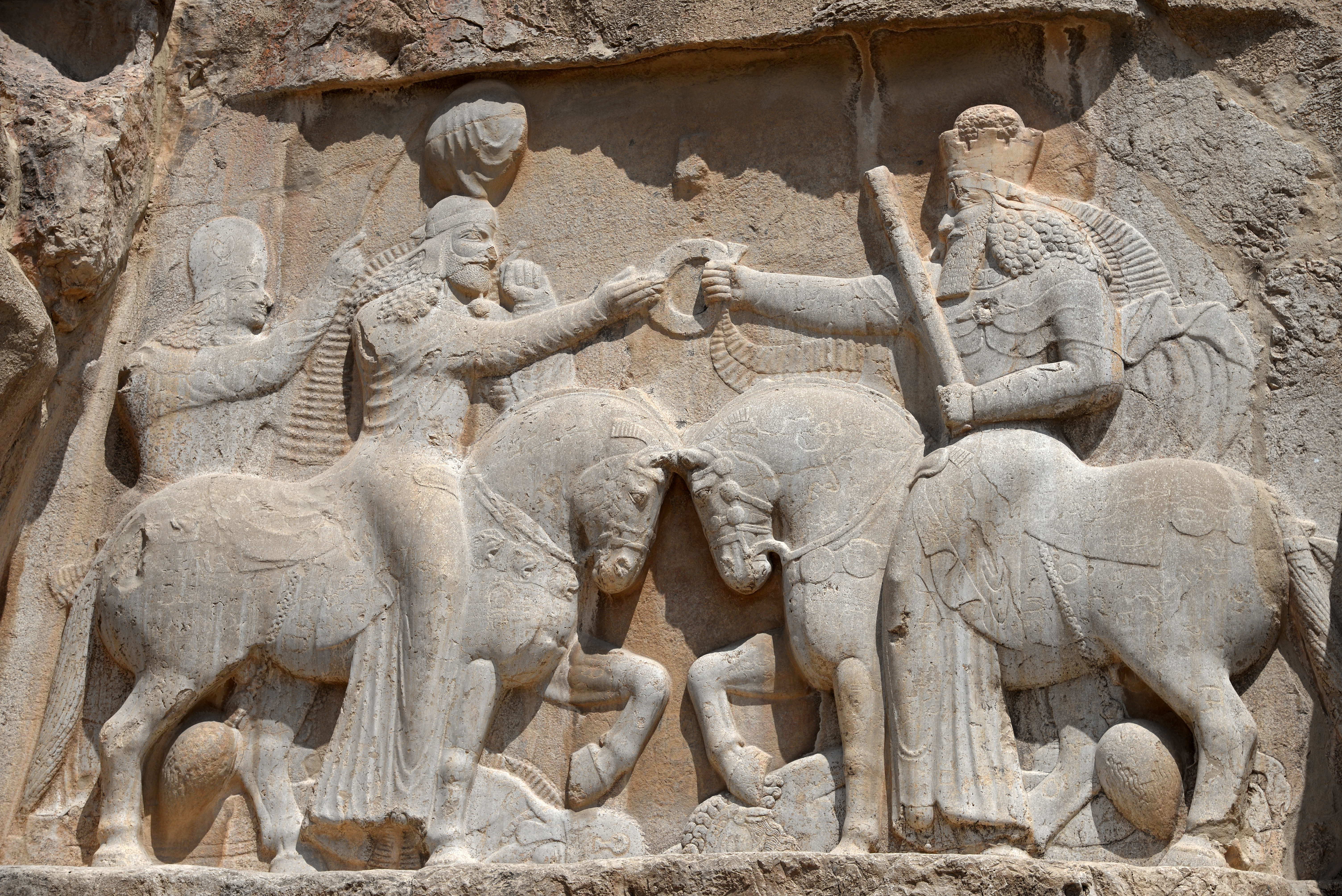
اردشیر بابکان (سمت چپ) و اهورامزدا (سمت راست) در نقش رستم

واژه ایران نخستین بار توسط اردشیر اول (بنیانگذار سلسله ساسانی) در سنگ‌نبشته نقش رستم در فارس و سپس در سکه‌هایش گواهی شد. اردشیر شاهنشاه ایران (پارسی میانه: ʾrtḥštr MLKʾn MLKʾ ʾyrʾn)، شاهان‌شاه اَریان (در پارتی: MLKYN MLKʾ ʾryʾn) نامیده شد. پسرش شاپور اول، در حالی که همان شیوه پدرش را استفاده کرد، خودش را شاهان شاه ایران و انیران (MLKʾn MLKʾ ʾyrʾn W ʾnyrʾn) و شاهان شاه اَریان و اَنیران (پارتی: MLKYN MLKʾ ʾryʾn W ʾn(y)ʾryʾn) نامید. شاهان بعدی به همین گونه از نرسه تا شاپور سوم عمل کردند.
در کتاب‌های پهلوی قرن ۳ هجری قمری (۹ میلادی) واژگان کهن ساسانی، به روشنی باقی‌مانده‌است. در کارنامگ، تنها جایی که ایران به کار رفته‌است، در عبارت «شاهِ ایران» و عنوان ایران سپاهبد است؛ و الا کشور همیشه ایرانشهر نامیده می‌شد. همین نکته برای کتاب «اَردا ویراز» صادق است، جایی که فرمانروای آریایی‌ها "eran dahibed" به تنهایی در کنار نام جغرافیایی ایرانشهر دیده می‌شود. در دینکرد، ج ۷، همان تمایز به‌طور عمومی (همراه با «انیران» که از «غیر آریایی‌ها» تمایز داده شده) به وجود آمده‌است. در اینجا عبارت ēr deh، جمع ērān dehān، از ترجمه پهلوی یشت‌ها، گه‌گاه برای «سرزمین آریایی‌ها» به کار رفته‌است. با این وجود، این حقیقت که ایران عموماً به صورت جغرافیایی نیز فهمیده می‌شد، با ساخته شدن صفت eranag یعنی ایرانیان دانسته می‌شود که ابتدا در بندهشن و آثار معاصر گواهی شده‌است.
در آثار اولیه فارسی نو، به‌خصوص آن‌هایی که به منابع پارسی میانه وابسته بودند، از «شهر ایران» به جای «ایرانشهر» جایگزین کردند. شاعر فرخی سیستانی (۱۰۳۷–۳۸م/۴۲۹ق) یا احتمالاً کپی‌نویسان از اشعار او، هنوز از آن در مقایسه با توران «سرزمین تورانیان» استفاده می‌کردند. سرزمین ایرانشهر، با این وجود، به قسمت غربی امپراتوری پیشین محصور شد. در تاریخ سیستان، گفته شده که «فضای کلی به چهار بخش تقسیم شد: خراسان، ایران (خاوران)، نیمروز و باختر (نه باکتریا)». هرآنچه نزدیک به سمت مرز شمالی بود، باختر نامیده شد. هرآنچه نزدیک در مرز جنوبی بود نیمروز نامیده شد؛ و ناحیه بین این‌دو به دو بخش تقسیم شد: قسمت شرقی خراسان نامیده شد، درحالی که قسمت غربی به ایرانشهر مشهور بود. در نزهة القلوب حتی از اصطخری گزارش شده که عراق عرب به‌طور متداول «دل ایرانشهر» نامیده می‌شود. به هر حال، نام عمومی سرزمین ایرانیان در این زمان ایران (همچنین ایران‌زمین، شهر ایران) و ساکنانش ایرانی بود.
با وجود استفاده از عنوان‌های پادشاهی، امپراتوری به‌طور مختصر به شکل «ایران» و رومی‌های غرب به شکل متناظر با نام «انیران» در زمان آغاز نامیده می‌شدند. هر دو اصطلاح در متون تقویمی، به قلم پیامبر مانی، با احتمال بالا در زمان اردشیر بابکان نگاشته شده‌است و دیگر در هیچ متن فارسی (میانه) یا پارتی، اصطلاح ایرانشهر دیده نشده‌است. فرم کوتاه مشابه در نام‌های اهدایی شاپور یکم و جانشینانش به بسیاری از شهرهای بنا گذاشتهٔ آن‌ها همچون «ایران خوره شاپور» (به معنی شکوه ایرانِ شاپور)، «ایران آسان‌کرد کواد» (به معنی کواد ایران را آرام کرد) بود. همچنین این عنوان در نام‌های رسمی بسیاری از مقامات دیوانسالاری و ارتشی ساسانی، در اواخر حکومت ساسانی دیده می‌شود؛ این اسامی شامل ایران‌آمارگر (حسابدار ارشد)، ایران‌دبیربد (کاتب ارشد)، ایران‌درست‌بد (پزشک‌یار ارشد)، ایران‌انباربد (فرمانده انبار اسلحه) و ایران‌سپاهبد (فرمانده اعظم) است.

واژهٔ ایران‌شهر به خط پهلوی کتابی

اردشیر بابکان فرمان داد تا برای بزرگداشت پیروزی‌هایش نقش‌برجسته‌های بسیاری در نقش رجب، نقش رستم و فیروزآباد احداث کنند. در نقش رستم او سوار بر بالای پیکر مرده اردوان ایستاده‌است. اورمزد که او نیز بر اسبی نشسته، بر بالای پیکر اهریمن قرار گرفته و در حال اعطای نماد پادشاهی به اوست. این برجسته‌کاری نشان می‌دهد که اردشیر باور داشت یا می‌خواست دیگران باور کنند که خداوند او را برای فرمانروایی به سرزمینی که در کتیبه «ایران» نامیده شده، برگماشته است. این اندیشه را تمام مردم زرتشتی و بسیاری از غیرزرتشتیان ساکن امپراتوری پذیرفتند و در حافظه جمعی ایرانیان در مراحل مختلف تاریخ ایران و لایه‌های گوناگون جامعه ایرانی تا روزگار کنونی که از طریق ناسیونالیسم ایرانی اشاعه یافته‌است، زنده ماند. این اندیشه را نباید با گواهی‌های نویسندگان رومی اشتباه گرفت که باور داشتند اردشیر کوشیده تا سرزمین ایران هخامنشی را دوباره به‌دست‌آورد. آنچه روشن است اینکه مفهوم واژه «ایران» در عرصه مذهبی نیز کاربرد داشته و به پیدایش مفهوم سیاسی آن به معنای یک مجموعه سرزمین انجامیده‌است. این نکته از کتیبه کرتیر، موبد زرتشتی قرن سوم، پیداست؛ که در آن معنای «ایران» و «انیران» یعنی غیرایرانی را برای ما توضیح می‌دهد. کرتیر می‌گوید آتشکده‌های بسیاری را در ایران برپا داشته و موبدان را بر آن‌ها گماشته‌است که به گفته او شامل ایالات زیر بوده‌است: پارس، پارت، بابل، میسان، آدیابن (آشور باستان)، آذربایجان، اصفهان، ری، کرمان، سیستان، گرگان تا پیشاور. به گفته او سوریه، کیلیکیه، ارمنستان، گرجستان، آلبانیا و بالاسگان که زیر سلطه ساسانیان بودند جزو «انیران» محسوب می‌شوند. واژه ایران همچنین هم به صورت صفتی به شکل ایری erīh و هم به شکل متضادی انیری an-erīh مورد استفاده قرار گرفته‌است که صورت اخیر مفهومی معادل «بربر» با تمام بار فرهنگی آن در یونان باستان داشته‌است.
با آنکه مفهوم ایران و ایرانی بودن (ēr) در دین زرتشتی ریشه داشت، ولی رفته رفته از قرن سوم میلادی به بعد دیدگاه‌های درباری و دینی از این نگرش دور شد. چنان‌که از یادداشت یک ایرانی ساکن قسطنطنیه بر می‌آید، در بخش اعظمی از دوره ساسانی، اصطلاح ēr به ایرانیان زرتشتی محدود نمی‌شد، چون دین زرتشتی جاه‌طلبی درباریانش را محدود ساخته بود. اما از سوی دیگر، مانویان مشمول اصطلاح ēr نمی‌شدند. شاید علت آن باشد که شاه و دولت جوامع مسیحی و یهودی را به رسمیت شناخته بودند، ولی مانویان فقط در آغاز پیدایش این دین ایرانشهری محسوب می‌شدند. ساسانیان جامعه یهودی را در قرن سوم و جامعه مسیحی را در قرن پنجم میلادی به رسمیت شناختند. اما مانویان را مورد آزار و اذیت قرار دادند و از قلمرو شاهنشاهی راندند. همین امر به خوبی روشن می‌کند که چرا مانویان، اعراب، چینی ها و رومیان، قلمرو ساسانیان را فارس، پرسیس یا پرشیا نامیدند و اصطلاح بومی ایرانشهر را به کار نمی‌بردند؛ زیرا آنان ایرانی به حساب نمی‌آمدند و با تعریف ساسانیان از مرزهای شاهنشاهی جور درنمی‌آمدند. این نیز نشان می‌دهند که در اواخر عهد باستان و اوایل قرون وسطی، جوامع دینی گوناگون دربارهٔ قومیت ایرانی، یعنی ایرانی بودن و مرزهای ایرانشهر دیدگاه‌های گوناگونی داشتند. با آنکه پیروان ادیان دیگر (به ویژه یهودیان) خود را در برابر دیگران و جدا از آنان می‌دانستند، اگر روزی تصمیم می‌گرفتند به خاندان ساسانی خدمت و شاهنشاهی را پشتیبانی کنند، حکومت ساسانی در عوض، به آنان تابعیت ایرانی (mard/zan ī šahr, Êrāngān) را اعطا می‌کرد. کسانی، مانند مانویان که با حکومت ساسانی مخالفت می‌کردند یا مقبول ساسانیان نبودند، علاوه بر آزار و اذیت و اخراج از شاهنشاهی، از تابعیت ایران هم محروم می‌شدند. آنان نیز خود را تبعه ایرانشهر نمی‌دانستند و شاهنشاهی ایرانشهر را به رسمیت نمی‌شناختند.

### در کتیبه‌های ساسانی
ایرانشهر که در اوستا نیز به کار رفته‌است به سرزمین مادری اسطوره‌ای آریایی‌ها گفته می‌شود که به حوزهٔ فرمانروایی ساسانیان منتقل شد. در این کتیبه‌ها شاه ساسانی به دنبال واژهٔ ایران، انیران را می‌آورد که نه تنها شاه ایران بلکه شاه انیران است.
شاپور یکم (۲۴۳–۲۷۲ م) به اتکای فتوحاتی که در غرب کرد در کتیبه‌هایش خویشتن را «شاهنشاه ایران و انیران» خواند.

### شهرستان‌های ایرانشهر
به عقیدهٔ هرتسفلد، واژهٔ ایرانشهر، آفرینشی در دورهٔ هخامنشیان بود که برای نام رسمی شاهنشاهی هخامنشیان، پدید آمده بود. گراردو نیولی نشان داده که مفهوم ایران/ایرانشهر، یک ایدهٔ سده سوم میلادی و پیامد تبلیغات سیاسی و دینی در پادشاهی اردشیر یکم بوده‌است. زمین ایرانشهر، از آن رو که در آن مفهومی سیاسی و دینی با یک گسترهٔ ویژه، یا به سخن دیگر، فهرست شهرهای نام‌برده‌شده در متن شهرستان‌های ایرانشهر، به‌هم پیوند زده شده‌اند، دارای اهمیت فراوان است. نکتهٔ چشمگیر در شهرستان‌های ایرانشهر آن است که، پهنه‌ای که سرزمین ایران یا ایرانیان دانسته‌شده، بسیار بزرگتر از پهنه‌ایست که ساسانیان بر آن فرمانروایی داشتند و این خود نشان‌دهندهٔ یک چشم‌انداز سیاسی ایدئال از سرزمین شاهنشاهی ساسانی است. نکتهٔ پراهمیت دیگر آنکه شهرستان‌های ایرانشهر، در سدهٔ هشتم میلادی، هنگام سقوط سلسلهٔ ساسانی به‌دست عرب‌ها نوشته شد. با وجود نابودی همیشگی این سلسله، نویسندگان زرتشتی هنوز یک گسترهٔ ویژه را به‌عنوان سرزمین ایرانیان می‌پنداشتند که این خود در مقدمهٔ شاهنامه ابومنصوری و در الاعلاق النفیسه ابن رسته - که گسترهٔ ایران را از مصر تا آسیای میانه دانسته - بازتاب یافته‌است.
فهرستی از کشورهایی که توسط شاپور یکم اداره می‌شد تقریباً به‌طور کامل در نسخهٔ فارسی از بین رفته و فقط به‌طور ناقص در نسخه‌های پارتی و یونانی کتیبهٔ سه‌زبانهٔ او حفظ شده است. با این حال، می‌توان آن را با کمک فهرستی کوتاه‌تر از استان‌های ایرانشهر واقعی در کتیبه‌های فارسی در نقش رستم و سر مشهد، که آنها نیز به شدت فرسوده شده‌اند، از موبد در زمان جانشینانش، کرتیر، بازسازی کرد. این شامل پارس، پهلو پارت، خوزستان سوزیانه، میشان مسن، آسورستان آشور، نودشیرگان آدیابن، آذربایگان آتروپاتن، سپاهان (اصفهان)، *ری راگس، کرمان کارمانیا، سیستان ساکاستانه، گرگان هیرکانیا، مرو مارگیانه، هریو آریا، ابرشهر (خراسان)، تورستان تورن، مکران (مکران) و کوشانشهر تا فراز او پشکابور، کشور کوشان تا پیشاور بود. شاپور نام چندین کشور از جمله *مای ماد، هند هند و «در آن سوی دریا» مزونشهر (عمان) و دیگران، یعنی ارمن ارمنستان، ویروزان ایبریا (گرجستان)، آلان آلبانی و بالاسگان تا فراز او کاف کوف و آلانان در بالاسگان تا قفقاز و دروازه آلان‌ها را اضافه کرد که کرتیر به‌طور خاص آنها را در ʾnylʾnštry، ʾnyrʾnštry/انیرانشهر/ قرار می‌دهد که به «پادشاهی غیر آریایی‌ها»، امپراتوری روم در غرب و سرزمین‌های قفقاز اشاره دارد.

### ایران‌شهر در متون اسلامی
از جمله تاریخ‌نگارانی که به «ایران‌شهر» (به عربی: بلاد فارس) یا (به عربی: مملکة الفرس)  اشاره داشته‌اند، ابن خلدون و احمد بن یحیی بلاذری بوده‌اند. ابن خلدون در این باره نوشته‌است: «ارض ایران هی بلاد الفرس». بلاذری در تاریخچه فتوحات مسلمانان، از بحرین اینگونه یاد می‌کند: «و کانت ارض البحرین من مملکة الفرس، و کان بها خلق کثیر من العرب من عبدالقیس و بکر بن وائل و تمیم، مقیمین فی بادیتها؛ و کان علی العرب بها من قبل الفرس علی عهد رسول‌الله المنذر بن ساوی». بنابراین در نواحی شهری بحرین پیش از اسلام، ایرانیان زندگی می‌کرده‌اند و عرب‌ها در بادیه این سرزمین بوده‌اند؛ و نیز حاکمان بر عرب‌ها را هم ایرانیان منصوب می‌گمارده‌اند.

## تأثیر اندیشهٔ ساسانیان بر هویت ملی ایرانیان
ساسانیان فهمیدند که اگر این تاریخ با فرهنگی مبتنی بر آداب، عادات، رسوم و… همراه شود، هیچگاه دچار فراموشی نمی‌شود. در طول چهارصد سال سلسله ساسانیان این فرهنگ ایرانشهری چنان شکل می‌گیرد که وقتی از لحاظ سیاسی تغییراتی در ایران صورت می‌گیرد، فرهنگ ایرانی تداوم می‌یابد، تا جایی که فرهنگ اسلامی را بسیاری از ایرانی‌ها حفظ کرده و پرورش می‌دهند.

تورج دریایی
در دوران ساسانی بود که هویت پیش‌اسلامی ایرانی به بالاترین درجه تکامل خود، در هر زمینه‌ای رسید: سیاسی، دینی، فرهنگی و زبان‌شناسی (با پراکندگی فزاینده در فارسی میانه). عناصر اصلی آن، درخواست بازگشت به گذشته حماسی دارند که با شناخت اندکی یا مغشوش کردن ریشه‌های هخامنشی‌شان با عقاید سنتی دینی‌شان (که اوستا، منبع اصلی‌اش است) آمیخته شده‌است. در خدای‌نامه ساسانیان ادغام شدند. در خدای‌نامه، شخصیت‌های افسانه‌ای و حماسی با «رشد پیچیده و فزاینده متأخر سرشت غیرحماسی و دینی» ادغام شدند. این کتاب، که منبع اصلی برای تاریخ ملی ایرانیان است، توسط ابن مقفع به زبان عربی ترجمه شد. گرچه نسخه اصل فارسی میانه یا ترجمه (یا اقتباس و تطابق) عربی یا فارسی آن باقی نماند، به‌طور گسترده بر مورخان اسلامی، مردان قلم و شاعران تأثیر گذاشت. همان‌گونه که سال‌نامه طبری و شاهنامه فردوسی، آشکارا گواهی می‌دهند.

### فارسی
- اشمیت، رودیگر (۱۳۹۰). «زبان‌های ایرانی: مفاهیم و اصطلاحات». راهنمای زبان‌های ایرانی. ج. ۱. ترجمهٔ آرمان بختیاری، عسکر بهرامی، حسن رضایی باغ‌بیدی، نگین صالحی‌نیا. تهران: انتشارات ققنوس. شابک ۹۶۴-۳۱۱-۴۰۳-۱.
- دریایی، تورج (۱۳۸۲). «دیدگاه‌های موبدان و شاهنشاهان ساسانی دربارهٔ ایرانشهر». نامه ایران باستان. تهران: مرکز نشر دانشگاهی. پائیز و زمستان (دوم): ۱۹-۲۷. دریافت‌شده در ۹ ژانویهٔ ۲۰۱۶.
- دریایی، تورج (۱۳۸۸). شهرستان‌های ایرانشهر. ترجمهٔ شهرام جلیلیان. تهران: انتشارات توس. شابک ۹۷۸-۹۶۴-۳۱۵-۷۰۱-۲.
- دریایی، تورج (۱۳۸۳). شاهنشاهی ساسانی. ترجمهٔ مرتضی ثاقب‌فر. تهران: انتشارات ققنوس. شابک ۹۶۴-۳۱۱-۴۳۶-۸.
- دریایی، تورج (۱۳۹۱). ناگفته‌های امپراتوری ساسانیان. ترجمهٔ آهنگ حقانی، محمود فاضلی بیرجندی. تهران: انتشارات کتاب پارسه. شابک ۹۷۸-۶۰۰-۵۷۳۳-۵۵-۶.
- دریایی، تورج (۱۳۹۲). ساسانیان. ترجمهٔ شهناز اعتمادی. تهران: انتشارات توس. شابک ۹۷۸-۹۶۴-۳۱۵-۷۲۹-۶.
- رضایی باغ‌بیدی، حسن (۱۳۸۸). تاریخ زبان‌های ایرانی. تهران: مرکز دائرةالمعارف بزرگ اسلامی. شابک ۹۷۸-۹۶۴-۷۰۲۵-۸۴-۳.
- رضایی باغ‌بیدی، حسن (۱۳۸۶). «آریایی، زبانها». دانشنامه ایران. ج. ۲. تهران: مرکز دائرةالمعارف بزرگ اسلامی. ص. ۶۳۱–۶۳۵. شابک ۹۷۸-۹۶۴-۷۰۲۵-۵۹-۱.
- سرفراز، علی‌اکبر؛ چایچی امیرخیز، احمد؛ سعیدی، محمدرضا (۱۳۹۳). شهر باستانی بیشاپور. تهران: سازمان مطالعه و تدوین کتب علوم انسانی. شابک ۹۷۸-۶۰۰-۰۲-۰۰۴۵-۹.
- سینایی، مریم (۱۳۸۶). «آریایی». دانشنامه ایران. ج. ۲. تهران: مرکز دائرةالمعارف بزرگ اسلامی. صص. ۶۱۹–۶۲۷. شابک ۹۷۸-۹۶۴-۷۰۲۵-۵۹-۱.
- لکوک، پیر (۱۳۸۹). کتیبه‌های هخامنشی. ترجمهٔ نازیلا خلخالی. تهران: نشر فرزان روز. شابک ۹۶۴-۳۲۱-۱۳۳-۹.
- مالاندرا، ویلیام (۱۳۹۱). مقدمه‌ای بر دین ایران باستان. ترجمهٔ خسرو قلی‌زاده. تهران: انتشارات کتاب پارسه.
- نداف، ویدا (۱۳۹۵). «بررسی واژه ایران وانیران در کتیبه‌های ساسانی». فصلنامه مطالعات اسناد میراث فرهنگی. ۱ (۱). دریافت‌شده در ۱۲ سپتامبر ۲۰۱۷.
- نیولی، گراردو (۱۳۸۷). آرمان ایران. ترجمهٔ سید منصور سیدسجادی. تهران: مؤسسه فرهنگی و هنری پیشین پژوه. شابک ۹۶۴-۸۳۳۲-۲۲-۳.
- نیولی، گراردو (۱۳۸۴). ترجمهٔ فرح زاهدی. «واژهٔ فارسی میانهٔ er «ایرانی»». نامه پارسی. شورای گسترش زبان و ادبیات فارسی. پائیز (۳۸): ۴۵–۵۶. دریافت‌شده در ۳۰ مارس ۲۰۱۸.

### انگلیسی
- Daryaee, T (2010).  Carlo C. Cereti (ed.). "The Idea of Ērānšahr: Jewish, Christian and Manichaean Views in Late Antiquity". Societas Iranologica Europaea (به انگلیسی). Rome: 91-108. Retrieved 16 March 2025.
- Gignoux, Ph (1987). "ANĒRĀN". Encyclopædia Iranica (به انگلیسی). Vol. II. p. 30-31. Retrieved 25 March 2024.
- Gnoli, G (1989). "AVESTAN GEOGRAPHY". Encyclopædia Iranica (به انگلیسی). Vol. III. New York: Bibliotheca Persica Press. Retrieved 25 March 2024.
- Gnoli, Gherardo (2006). "IRANIAN IDENTITY ii. PRE-ISLAMIC PERIOD". Encyclopædia Iranica (به انگلیسی). Vol. XIII. p. 504-507. Retrieved 27 April 2015.
- MacKenzie, D. N (1998a). "ĒRĀN-WĒZ". Encyclopædia Iranica (به انگلیسی). Vol. ۸. New York: Bibliotheca Persica Press. Retrieved 25 March 2024.
- MacKenzie, D. N (1998b). "ĒRĀN, ĒRĀNŠAHR". Encyclopædia Iranica (به انگلیسی). Vol. ۸. New York: Bibliotheca Persica Press. Retrieved 25 March 2024.